# Cécilia Fatou-Berre
 (juin 2024).
Cécilia Fatou-Berre, née le 5 juillet 1901 et morte le 2 novembre 1989, est une sœur religieuse qui sert au Congo français, puis au Gabon. Dotée de la maîtrise de plusieurs langues, elle enseigne aux enfants et aux sœurs novices à travers tout le Gabon. Elle accède au rang de mère supérieure et dirige la Congregation of the Sisters of St Marie of Gabon (en).

## Biographie

### Enfance et débuts
Cécilia Fatou-Berre naît le 5 juillet 1901 à Libreville, au sein d’une fratrie de 15 enfants. Son père est un commerçant Mpongwè et sa mère est originaire du sud du Cameroun. De 1909 à 1918, elle reçoit une éducation catholique dispensée par les Sœurs de l’Immaculée Conception. Dès 1910, elle exprime son désir de devenir religieuse et obtient une bourse pour un pensionnat. Son père s’oppose à ce choix, espérant qu’elle se mariera et l’aidera financièrement. Cécilia quitte sa famille et s’enfuit en bateau avec un prêtre français jusqu’à la mission de Donguila le 4 février 1918. Elle apprend à parler la langue Fang, la seule langue parlée dans la paroisse de Donguila. Elle prononce ses vœux de religieuse le 28 janvier 1923.

### Parcours
Cécilia Fatou-Berre se rend à Franceville, dans le sud-est du Gabon, après un voyage de deux mois. Elle y cultive la terre pour fournir de la nourriture à la mission et enseigne les langues Ndumu, Obamba et Teke ainsi que le catéchisme aux filles.
Elle pourvoit aux besoins en nourriture de la paroisse pendant les famines des années 1920 et 1930. En 1929, elle est nommée mère supérieure et elle convertit plusieurs au catholicisme durant la Grande Dépression. Elle retourne dans sa ville natale pour la première fois en 1941 avant de devenir directrice du noviciat de Sainte Marie du Gabon à la station missionnaire de Sindara.
Cecilia Fatou-Berre écrit des sermons dans les langues locales et ses élèves sont envoyées dans des missions à travers le pays, notamment dans la lagune Fernan Vaz, où elle joue un rôle clé dans le remplacement des sœurs sud-américaines et européennes par des Gabonaises ,. Elle demeure à Sindara jusqu'en 1950, date à laquelle elle se rend à Zanaga dans l'actuelle République du Congo puis à Minvoul au Gabon.
Elle meurt le 2 novembre 1989 à la suite d'ennuis de santé.

### Hommages
Elle devient la première sœur gabonaise à exercer son ministère à l'Église Saint-André de Libreville, un fait que commémore une communauté catholique qui porte son nom.
Cécilia Fatou-Berre est nommée cheffe de la Congrégation des Sœurs de Sainte-Marie du Gabon en 1955 et occupe ce poste jusqu'en 1967.